# Alberto Kornblihtt
Alberto Rodolfo Kornblihtt (Buenos Aires, 30 de junio de 1954) es un biólogo molecular argentino que se especializa en la regulación del splicing alternativo. Es autor de más de 140 trabajos publicados en revistas internacionales que han recibido más de 16 000 citas y dictó numerosas conferencias y seminarios.
Kornblihtt se graduó como licenciado en Ciencias Biológicas y  doctor en Ciencias Químicas en la Universidad de Buenos Aires (UBA). Se desempeña como investigador superior del Conicet (integrando también su directorio) y docente universitario en la Facultad de Ciencias Exactas y Naturales de la UBA. Fue director del Instituto de Fisiología, Biología Molecular y Neurociencias del CONICET-UBA.

## Trayectoria
En 1972 obtuvo el título de Bachiller en el En 1977 se recibió de biólogo, en la Universidad de Buenos Aires (UBA). Posteriormente realizó su tesis doctoral "Adenilil ciclasas dependientes de Mn++ : Purificación y propiedades" en la Fundación Campomar, y su postdoctorado en la Universidad de Oxford (Inglaterra).
Es Profesor Emérito de la Universidad de Buenos Aires en el Departamento de Fisiología y Biología Molecular de la Facultad de Ciencias Exactas y Naturales  e Investigador Superior contratado del CONICET en el Instituto de Fisiología, Biología Molecular y Neurociencias (IFIBYNE-UBA-CONICET) del que fue su Director entre 2014 y 2019. El tema central de sus investigaciones es uno de los mecanismos de modificaciones postranscripcionales del Ácido Ribonucleico (ARN) llamado Splicing alternativo, por el cual un mismo gen puede codificar para más de una proteína. Sus trabajos fueron publicados en prestigiosas revistas científicas como Cell, Nature y Science. Ha publicado más de 140 trabajos en revistas con evaluación de pares que, de acuerdo con la base Google Scholar, han sido citados más de 16.000 veces. Con el apoyo de Familias Atrofia Muscular Argentina (FAME), la asociación de familiares estadounidenses (CureSMA), La Fundación Lounsbery y la ANPCYT de Argentina, su grupo ha propuesto una terapia combinada para la enfermedad hereditaria atrofia muscular espinal (AME, o SMA en inglés) basada en la regulación del splicing alternativo mediante cambios en la estructura de la cromatina. 
Entre 2002 y 2017 fue International Research Scholar del Instituto Médico Howard Hughes (HHMI) de los Estados Unidos.
En 2006 presentó su candidatura a Rector de la Universidad de Buenos Aires, la cual declinaría al poco tiempo en favor de la candidatura de Alfredo Buzzi, en ese momento decano de la Facultad de Medicina.
Entre 2010 y 2011 se desempeñó como Presidente de la Sociedad Argentina de Investigaciones en Bioquímica y Biología Molecular. En mayo de 2011 fue elegido como miembro de la prestigiosa Academia Nacional de Ciencias de Estados Unidos. En 2012 fue elegido miembro asociado de la EMBO (European Molecular Biology Organization). Fue miembro del panel de editores revisores de la revista Science. Es además miembro de la Academia Nacional de Ciencias Exactas, Físicas y Naturales y de la Academia Nacional de Ciencias, ambas de Argentina, y de la Academia de Ciencias de América Latina.
En 2013 la Fundación Konex le otorgó el Premio Konex de Brillante como la figura más destacada de la década en las Ciencias y Tecnologías de la Argentina, premio compartido con Juan Martín Maldacena.
El 22 de mayo de 2019, fue designado como miembro del directorio del CONICET en representación de la Gran Área de Ciencias Biológicas y de la Salud.
En 2022 fue incorporado como miembro extranjero a la Academia de Ciencias (Académie des Sciences) de Francia.

## Política
Kornblihtt se define políticamente como "de izquierda". Es conocida su postura a favor de la extracción de sangre de los hijos adoptivos de la dueña del Grupo Clarín, Ernestina Herrera de Noble, para determinar, mediante el estudio de ADN, si éstos serían hijos biológicos de desaparecidos durante la última dictadura militar argentina.

## Aborto legal
El 31 de mayo de 2018 Alberto Kornblihtt participó a la decimoquinta jornada de debate por la legalización del Aborto en Argentina en el 15º plenario de comisiones del Congreso de la Nación manifestando su posición a favor de la legalización del aborto, declarando lo siguiente: “La información genética provista por los padres no es suficiente”. “Durante los nueve meses de embarazo la madre aporta además de oxígeno y alimento, anticuerpos”. “Los desechos del feto pasan a la madre a través de la placenta”. “Hay cambios epigenéticos durante el embarazo”. “Sin esa interacción con la madre, el concebido no progresaría. El embrión y el feto, hasta el nacimiento, son casi un órgano de la madre”. No hay conflicto en darle derechos suspensivos al embrión, condicionados al nacimiento con vida”. “Para la biología un embrión no es un ser humano. “Por lo tanto, no es un crimen interrumpir un embarazo prematuramente”. “La mujer embarazada tiene que tener la opción y el derecho de interrumpir el embarazo prematuramente. De lo contrario se convierte en una especie de esclava de su embrión a causa de convenciones sociales o religiosas, que no se condicen con la gradualidad del desarrollo intrauterino”.
Durante el Debate en Cámara de Senadores, tras la media sanción por parte de los Diputados, el biólogo Kornblihtt tuvo un debate áspero con la senadora radical por la provincia de Tucumán Silvia Elías de Pérez, donde él defendía la técnica de abortar ante la inviabilidad del feto y la senadora comparó este hecho con "abortar si tiene Síndrome de Down" y acusó al biólogo de estar a favor del aborto como "método eugenésico", ante lo cual Kornblihtt le aclaró a la senadora que un síndrome no es una enfermedad y que el aborto no se recomienda, que él estaría en contra de que se recomiende, sino que se procure la opción para la mujer, y que el aborto es una práctica no grata para quien se lo practica.

## Premios y distinciones
- 1991 - Beca Guggenheim.
- 2000 - Beca Antorchas.
- 2003 - Premio Konex de Platino.
- 2009 - Medalla del Bicentenario.
- 2011 - Incorporación a la Academia Nacional de Ciencias de los Estados Unidos (National Academy of Sciences).
- 2011 - Premio Bernardo Houssay, Investigador de la Nación Argentina 2011.[4]
- 2012 - Incorporación a la European Molecular Biology Organization (EMBO)
- 2012 - Premio TWAS en Ciencias Médicas (The World Academy of Sciences)
- 2013 - Premio Konex de Brillante y de Platino, disciplina Bioquímica y Biología Molecular.[16]
- 2022 - Incorporación a la Academia de Ciencias de Francia (Académie des Sciences).
- 2025 - Premio Fundación Bunge y Born destinado a la bioquímica y la biología molecular.[17]